# 斉藤ひかり
斉藤 ひかり（さいとう ひかり、1989年10月27日 - ）は日本の女優、タレント、歌手、アナウンサー、ナレーター。
サンミュージックプロダクション所属。東京と地元の新潟を行き来し活動している。
新潟県新潟市秋葉区出身。

## 人物
- 特技は、バドミントンで6年間北信越大会へ出場する。趣味は映画鑑賞、歌うこと、カフェめぐり。
- 中学時代からバドミントンに夢中になるが前十字靭帯を損傷して本格的には続けられなくなる。そんな時に、高校の同級生とガールズバンドを組み、文化祭や地元のライブハウスなどで音楽活動を始める。
- 高校2年の時に事務所のオーディションを受けたことが芸能界入りのきっかけとなる。

## 出演

### TV / ドラマ
- 2010年　土曜ワイド劇場「京都殺人案内32」 - 美和の幼少期 役
- 2011年4月～2020年3月UX新潟テレビ 21 「スーパーJにいがた」 - ケーズデンキレポーター（金曜日レギュラー）
- 2010年4月～ 2011年9月 新潟総合テレビにて旅番組、情報リポータとして出演
- 2012年 NTV「踊る!さんま御殿!!」再現V
- 2013年〜2020年 TBS「ジョブチューン」 - ひな壇モデル レギュラー
- 2014年  NHK「聖女」（第1話）
- 2014年〜 EX 「タモリ倶楽部」空耳役者
- 2014年  Honda釣り倶楽部スキルアップ動画
- 2016年  TBS「山里と100人の美女～真夏の女子告白スペシャル」
- 2017年  UX「霊魔の街」 - 鞠子 役
- 2017年4月　NTV「ダウンタウンのガキの使いやあらへんで!」[2]
- 2018年 CX「痛快TV スカッとばあちゃん～新人をイビる常連客～」
- 2020年 NTV「ギルティ」（第4話） - 浮気女性 役
- 2020年 CX「竜の道 二つの顔の復讐者」 1話
- 2022年 NHKドラマ10『正直不動産』 - 谷口詩織 役
- 2022年  Hulu｢THE重大事件｣vol.3 神谷力 トリカブト1時間35分のトリック
- 2024年「Qrosの女 スクープという名の狂気」第5話（11月4日、テレビ東京） - 記者会見司会者 役[3]

### ラジオ
- 2018年2月　BSNラジオ「斉藤ひかりのゴゴイチ!」 - 公開生放送パーソナリティー

### 映画
- 2009年 「降りてゆく生き方」 - 田んぼガールズ
- 2009年 「シュシュと氷菓と冷蔵庫」 - アユミ 役
- 2009年 「夏の卒業式」 - 永田あすか 役
- 2015年 「劇場霊」監督：中田秀夫

### ユニット
- 2019年9月 ラジオ生出演にてvocalユニット「Patti's」として活動開始
- その後デビューシングル｢ヒトイキラテ｣をリリース

### 舞台
- 2010年6月 「黒蜥蜴」＠新潟県民会館
- 2014年10月 「Bコレクション2」＠下北沢シアター711
- 2015年1月 「Bコレクション3」＠下落合TACCS1179
- 2016年1月 「Bコレクション4」＠下落合TACCS1179
- 2016年9月 劇団軌跡「 shiningshiningⅧ」(ヒロイン)＠ドラゴンカフェ
- 2016年9月 「12人の怒れる々」 3号(ヒロイン)＠アクスタジオ
- 2017年6月 劇団軌跡「おい!オヤジ。」＠萬劇場
- 2018年1月 「SHIT AND LOBSTER 」＠吉祥寺シアター
- 2018年6月 「煙が目にしみる」＠萬劇場
- 2018年7月 「恋するアンチヒーロー」(ヒロイン)＠劇場 MOMO
- 2019年6月 「ホテル the 寿」＠下落合TACCS1179
- 2019年7月 「THE MIDDLE WORLD」(ヒロイン)＠ GEKI 地下リバティ
- 2019年10月 「Re:turn turn～過去と未来」＠ GEKI 地下リバティ
- 2020年7月 team DHA 「ぬけがら」(ヒロイン)＠日暮里ｄ -倉庫
- 2020年10月 「故人、宿します」＠高田馬場ラビネスト
- 2020年11月 「the Selected World 」＠萬劇場
- 2021年3月 「白豚貴族ですが前世の記憶が生えたのでひよこな弟育てます」@新宿村LIVE
- 2021年9月 「まいっちんぐマンガ道 〜出発への扉」まちこ役(ヒロイン)@シアターKASSAI
- 2021年10月 舞台『INFINITY～無限のレクイエム ～』おりょう役(ヒロイン) @シアターグリーンBIG TREE THEATER
- 2022年6月 「故人、宿します」＠萬劇場
- 2022年8月 「the Selected World」@シアターグリーンBIG TREE THEATER
- 2022年10月 『サタデーナイトスペシャル』@六行会ホール
- 2023年1月 「菜々絵の探偵物語III」@萬劇場
- 2023年6月 「太陽のあたる場所」@下落合TACCS1179
- 2023年5月 「呪怨 THE LIVE」@スペース・ゼロ
- 2024年8月 「淡海乃海-天下静謐の雫となりて-」@草月ホール[4]

### CM
- 2009年 舌ブラシ「W-1」インフォマーシャル
- 2010年 ガリバーワオタウン
- 2010年 「佐渡エコだっチャリ」
- 2010年 「サントピアワールド」
- 2011年  NTT DoCoMoインフォマーシャル
- 2012年 「an」求人情報サイト
- 2012年 「スーパー原信」
- 2012年 「アンニヴェルサリオ」
- 2014年 「ニプロ」会社紹介EX
- 2015年 ディノス・セシール「ノーノーヘアー」
- 2015年 Panasonicビルダーズグループ - ナレーション
- 2016年 アルバ株式会社
- 2016年 新潟総合テレビ テレビ局CM - ナレーション
- 2017年 「オリエンタルバイオ㈱」（WEB）
- 2018年 「アークベル」
- 2018年 「嵐の湯 新町ごりやく通り秋葉店」

### その他
- 新津自動車学校　イメージキャラクター
- 五泉中央自動車学校　イメージキャラクター
- 2012年8月 小島よしお単独ライブイベント - バックダンサー
- 2014年3月 NHK「第43回大地の恵み・日本農業賞記念コンサート」 - アシスタント
- 2015年  ドラックストアショー - MC
- 2015年～2017年　フードメッセinにいがた＠朱鷺メッセ - 司会
- 2016年 ヤクルトスワローズ応援チーム「燕結びガールズ」
- 2017年  新宿若者のつどい2017　コーナーMC＠新宿文化センター
- 2017年  ワールドオーダー　イベントMC＠みなとぴあ（新潟市）
- 2018、2019、2023年　NSTやすらぎ堤川まつり - アナウンサー